# Prototrochus burni
Prototrochus burni is een zeekomkommer uit de familie Myriotrochidae.
De wetenschappelijke naam van de soort werd in 2007 gepubliceerd door Mark O'Loughlin.